# ولاية نواكشوط الغربية
ولاية نواكشوط الغربية هي ولاية موريتانية تتكون من 3 أقسام في العاصمة الموريتانية نواكشوط وهي: القصر، والسبخة، وتفرغ زينة التي هي عاصمة الولاية. أنشئت الولاية في 25 نوفمبر 2014 حيث قسمت ولاية نواكشوط إلى 3 ولايات كانت نواكشوط الغربية واحدة منها. الوالي هو ماحي ولد حامد، الذي كان والي نواكشوط سابقا.